# Thorichthys pasionis
Thorichthys pasionis är en fiskart som först beskrevs av Luis R. Rivas 1962.  Thorichthys pasionis ingår i släktet Thorichthys och familjen Cichlidae. Inga underarter finns listade i Catalogue of Life.